# Aerotegmina shengenae
Aerotegmina shengenae is een rechtvleugelig insect uit de familie sabelsprinkhanen (Tettigoniidae). De wetenschappelijke naam van deze soort is voor het eerst geldig gepubliceerd in 2006 door Hemp.
De soort komt voor in tropisch Oost-Afrika; de typelocatie is Mount Shengena in het Pare-gebergte in Tanzania.
1. ↑  (en) Aerotegmina shengenae op de IUCN Red List of Threatened Species.